# Chadenac
Chadenac és un municipi francès situat al departament del Charente Marítim i a la regió de la Nova Aquitània. L'any 2007 tenia 410 habitants.

## Demografia

### Població
El 2007 la població de fet de Chadenac era de 410 persones. Hi havia 171 famílies de les quals 42 eren unipersonals (17 homes vivint sols i 25 dones vivint soles), 75 parelles sense fills, 46 parelles amb fills i 8 famílies monoparentals amb fills.
La població ha evolucionat segons el següent gràfic:
Habitants censats

### Habitatges
El 2007 hi havia 198 habitatges, 174 eren l'habitatge principal de la família, 7 eren segones residències i 17 estaven desocupats. 195 eren cases i 2 eren apartaments. Dels 174 habitatges principals, 148 estaven ocupats pels seus propietaris, 23 estaven llogats i ocupats pels llogaters i 3 estaven cedits a títol gratuït; 7 tenien dues cambres, 10 en tenien tres, 18 en tenien quatre i 138 en tenien cinc o més. 138 habitatges disposaven pel capbaix d'una plaça de pàrquing. A 73 habitatges hi havia un automòbil i a 90 n'hi havia dos o més.

### Piràmide de població
La piràmide de població per edats i sexe el 2009 era:
| Homes | Edats   | Dones |
| ----- | ------- | ----- |
| 0     | 95 o +  | 0     |
| 0     | 90 a 94 | 0     |
| 0     | 85 a 89 | 4     |
| 0     | 80 a 84 | 0     |
| 12    | 75 a 79 | 12    |
| 16    | 70 a 74 | 12    |
| 16    | 65 a 69 | 12    |
| 24    | 60 a 64 | 12    |
| 0     | 55 a 59 | 16    |
| 12    | 50 a 54 | 8     |
| 12    | 45 a 49 | 0     |
| 20    | 40 a 44 | 28    |
| 24    | 35 a 39 | 4     |
| 24    | 30 a 34 | 28    |
| 12    | 25 a 29 | 12    |
| 12    | 20 a 24 | 4     |
| 8     | 15 a 19 | 20    |
| 12    | 10 a 14 | 8     |
| 16    | 5 a 9   | 16    |
| 24    | 0 a 4   | 8     |

## Economia
El 2007 la població en edat de treballar era de 238 persones, 183 eren actives i 55 eren inactives. De les 183 persones actives 175 estaven ocupades (98 homes i 77 dones) i 7 estaven aturades (1 home i 6 dones). De les 55 persones inactives 21 estaven jubilades, 18 estaven estudiant i 16 estaven classificades com a «altres inactius».

### Ingressos
El 2009 a Chadenac hi havia 173 unitats fiscals que integraven 398 persones, la mediana anual d'ingressos fiscals per persona era de 15.535,5 €.

### Activitats econòmiques
Dels 18 establiments que hi havia el 2007, 1 era d'una empresa alimentària, 3 d'empreses de fabricació d'altres productes industrials, 2 d'empreses de construcció, 7 d'empreses de comerç i reparació d'automòbils, 1 d'una empresa d'hostatgeria i restauració, 1 d'una empresa immobiliària, 1 d'una empresa de serveis i 2 d'empreses classificades com a «altres activitats de serveis».
Dels 3 establiments de servei als particulars que hi havia el 2009, 1 era un paleta, 1 fusteria i 1 restaurant.
L'any 2000 a Chadenac hi havia 42 explotacions agrícoles que ocupaven un total de 1.290 hectàrees.

## Equipaments sanitaris i escolars
El 2009 hi havia una escola elemental integrada dins d'un grup escolar amb les comunes properes formant una escola dispersa.

## Poblacions més properes
El següent diagrama mostra les poblacions més properes.